# Eurynome (Tochter des Okeanos)

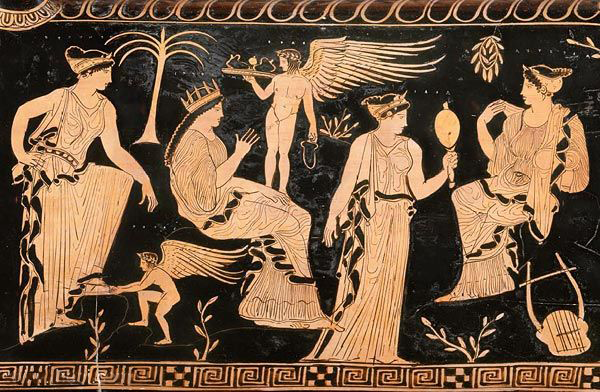
Vasenmalerei des Kadmos-Malers von ca. 400 v. Chr. Eurynome am linken Rand

Eurynome (altgriechisch Εὐρυνόμη Eurynómē [Eu̯runómɛː], deutsch ‚weite Spenderin‘) ist eine der Okeaniden, der Töchter des Okeanos und der Tethys. Ihr Name ist zusammengesetzt aus griech. εὐρύς eurýs [eu̯rús], deutsch ‚breit, weit‘ – verwandt mit myk. <e-u-ru-> /eu̯ru-/ als Vorsilbe bei Eigennamen und ai. urú- ‚weit‘ – und νόμη nómē [nómɛː], deutsch ‚Weideplatz/-futter/-vieh; Aus-/Verteilung‘.
Eurynome und Thetis versteckten neun Jahre lang Hephaistos im Meer vor dem Zorn Heras, nachdem diese ihn vom Olymp geworfen hatte, woraufhin dieser viele Werkzeuge für die beiden Meeresgöttinnen fertigte. Aufgrund dieser gemeinschaftlichen Handlung wurde eine gemeinsame Verwandtschaft als Töchter des Nereus (Nereiden) vermutet.
Mit Zeus, dessen dritte Frau sie war, zeugte nach Ansicht vieler antiker Gelehrter Eurynome die drei Chariten/Grazien Aglaia, Euphrosyne und Thalia, und nach Meinung einiger antiker Personen auch den Flussgott Asopos. Laut Kallimachos wird sie zu den Titanen gezählt und erscheint als Lesart neben Erytheia und Euryale auf einer Inschrift des Pergamonaltars.
Laut Pausanias wurde Eurynome in Phigalia in Arkadien kultisch verehrt: Ihr war ein aufgrund des unebenen Bodens schwer zugängliches Heiligtum inmitten von Zypressenwäldern gewidmet, in dem sich ein Kultbild aus Holz befand. Pausanias konnte dieses nicht sehen, da das Heiligtum nur einmal jährlich der Öffentlichkeit zugänglich gemacht wurde und sonst verschlossen war. Ihm wurde aber erzählt, dass goldene Ketten das Holzbild umfassten und bis zu den Hüften menschlich, darunter als Fisch – also ähnlich einer modernen Meerjungfrau – gestaltet war. Das Volk von Phigalia sah Eurynome als Beiname der Göttin Artemis an und verwendete ihn bei der Epiklese, eine Ähnlichkeit mit dem Holzbild sei allerdings nicht gegeben gewesen. Geopfert wurde ihr von staatlicher und privater Seite.